# JerryC
JerryC, pseudonimo di Jerry Chang (張逸帆T, 张逸帆S, Zhāng YìfánP; Taipei, 31 agosto 1981), è un compositore e chitarrista taiwanese.

## Biografia
Jerry ha iniziato a suonare la chitarra a 17 anni, e già suonava il pianoforte prima dei 15.
Il suo massimo successo Canon Rock, un arrangiamento rock del Canone di Pachelbel di Johann Pachelbel, venne caricato su Internet nel 2005 ottenendo grande visibilità. Il brano verrà edito su singolo ed extended play nel 2009.
Chang venne inserito nella sezione dei profili musicali del numero di gennaio 2007 della rivista musicale Guitar World, insieme alla tablatura di Canon Rock nella sezione delle canzoni.
Chang firmò un contratto con l'etichetta discografica taiwanese HIM International Music. Nel 2007 venne creato il suo sito ufficiale. In una lettera aperta ai suoi fan, Chang annunciò pubblicamente di aver firmato il contratto e di essere all'opera insieme al cantante e musicista Tank, anch'egli facente parte della HIM.
Nel 2009, JerryC si esibì nel concerto per chitarra Imaginat Blow 2009, in Giappone. Partecipò anche ad un evento chiamato YouTube Live insieme ai Japanese Canon Rockers, a Tokyo.